# (36812) 2000 SN70
2000 SN70 (asteroide 36812) é um asteroide da cintura principal. Possui uma excentricidade de 0.15805610 e uma inclinação de 4.22157º.
Este asteroide foi descoberto no dia 24 de setembro de 2000 por LINEAR em Socorro.